# علی کسمایی
علی کسمایی (زادهٔ ۱ مهر ۱۲۹۴ تهران – درگذشتهٔ ۶ تیر ۱۳۹۱ تهران) مدیر دوبلاژ، کارگردان، فیلم‌نامه‌نویس و روزنامه‌نگار ایرانی بود. او ملقب به پدر دوبله ایران است.

## زندگی
علی کسمایی در سال ۱۲۹۴ خورشیدی در تهران متولد شد. پدر و مادر و نیاکان او گیلک و از روستای کسمای گیلان بودند. سال‌های اولیهٔ زندگی و دبستان را همراه با خانواده در استان گیلان و استان مازندران گذراند. پس از پایان تحصیلات دبیرستان در استان گیلان به تهران رفت و در رشتهٔ حقوق از دانشگاه تهران لیسانسیه شد. از سال ۱۳۲۵ به عنوان نویسنده و مترجم در روزنامه‌های مختلفی مشغول کار بوده و سردبیری روزنامه‌های معتبری مانند اطلاعات، مهرایران، عالم هنر و … را به عهده داشته‌است. علاوه بر این، از دهه ۱۳۲۰ به اخذ پروانهٔ وکالت دادگستری توفیق یافت که پروانهٔ وی اکنون در بخش نمایشگاه اسناد کانون وکلای دادگستری مرکز، نگهداری می‌شود. کسمایی از سال ۱۳۲۹ با نوشتن فیلم‌نامهٔ شرمسار (به کارگردانی اسماعیل کوشان) به سینمای حرفه‌ای وارد شد. او علاوه بر نویسندگی، در شاخه‌های دیگر سینما مانند کارگردانی و بازیگری نیز فعالیت داشته‌است. اما عمدهٔ دلیل اشتهار کسمایی، به تخصص وی در کار دوبله و مدیریت دوبلاژ بازمی‌گردد. او از سال ۱۳۳۴ به عنوان مدیر دوبلاژ، به حرفهٔ گویندگی روی آورد و سال‌های متمادی به توسعهٔ فن دوبله و تربیت گویندگان جوان و مستعد اشتغال داشت. کسمایی بر بسیاری از دوبلورهای سرشناس ایرانی سمت استادی دارد. او به سبب پیشینهٔ طولانی، سوابق درخشان و تجربیاتی که در این عرصه داشت، به عنوان پدر دوبلهٔ ایران نامدار شد. مهین کسمایی از دیگر دوبلورهای ایرانی، برادرزاده او است. علی کسمایی مشهور به عمو دوبلور بود.
علی کسمایی پس از تحمل یک دوره بیماری طولانی‌مدت، در روز سه‌شنبه ۶ تیر ۱۳۹۱ در تهران به علت کهولت سن درگذشت.

## مدیریت دوبلاژ
| فیلم                                                          | سال ساخت  | کارگردان                          | گویندگان / بازیگران نقش‌های اصلی | استودیو                     |
| ------------------------------------------------------------- | --------- | --------------------------------- | --- | --------------------------- |
| پرنس روباهان (در ایران: بهار خونین) نخستین فیلم مدیر دوبلاژ   | ۱۹۴۹      | هنری کینگ                         | سیامک یاسمی / تایرون پاور، حسین امیرفضلی / اورسن ولز و مهین کسمایی / واندا هندریکس | پارس‌فیلم، ۱۳۳۳              |
| میان مرگ و‌ زندگی                                              | ۱۹۴۶      | مایکل پاول امریک پرسبرگر          | ؟ / دیوید نیون، ؟ / راجر لیوسی و ؟ / ریموند مسی | پلازا، ۱۳۳۹                 |
| روزی می‌آید (در ایران: روز موعود)                              | ۱۹۵۰      | رودولف یوگرت                      | ؟ / ماریا شل و ؟ / دیتر بورشه | مولن‌روژ، دهه ۱۳۴۰           |
| ماجرای سپتامبر                                                | ۱۹۵۰      | ویلیام دیترله                     | ؟ / جون فونتین و ؟ / جوزف کاتن | مولن‌روژ، دهه ۱۳۴۰           |
| بانوی اهل تگزاس (در ایران: دختری از تگزاس)                    | ۱۹۵۱      | جوزف پونی                         | ؟ / هاوارد داف، ؟ / مونا فریمن و ؟ / جوزفین هال | ۱۳۳۸                        |
| ما همه گناهکاریم                                              | ۱۹۵۱      | خوزه آنتونیو نیبس کنده            | ؟ / فرناندو فرنان گومز، ؟ / ماریا رزا سالگادو، ؟ / دینا استن، ؟ / لوئیس پرندس، ؟ / ادواردو فاخاردو و ؟ / خسوس تردسییاس | سانترال، ۱۳۳۴               |
| مکانی در آفتاب                                                | ۱۹۵۱      | جرج استیونز                       | منوچهر اسماعیلی / مونتگومری کلیفت، مهین کسمایی / الیزابت تیلور و ؟ / شلی وینترز | مولن‌روژ، دهه ۱۳۴۰           |
| اغوا (سانسوالیتا) / وحشی پابرهنه (در ایران: فتنه)             | ۱۹۵۲      | کلمنته فراکاسی                    | مهین کسمایی / الئونورا روسی دراگو و طغرل افشار / آمدئو ناتزاری | پارس‌فیلم، ۱۳۳۴              |
| دروغ                                                          | ۱۹۵۲      | اوبالدو ماریا دل کوله             | ژاله علو / ایوون سانسون، ؟ / آلبرتو فارنزه، ؟ / ایرنه گالتر و نصرت‌الله محتشم / فولکو لولی | سانترال، ۱۳۳۴               |
| رعد در شرق                                                    | ۱۹۵۲      | چارلز ویدور                       | ؟ / الن لاد، ؟ / دبورا کار، ؟ / شارل بوآیه و ؟ / کورین کالوه | مولن‌روژ، دهه ۱۳۴۰           |
| روشنی‌های صحنه (عنوان اصلی: لایم‌لایت)                          | ۱۹۵۲      | چارلی چاپلین                      | محمود نوربخش / چارلی چاپلین و مهین کسمایی / کلیر بلوم | دماوند، دهه ۱۳۴۰            |
| مادر (در ایران: هرگز نمیر مادر)                               | ۱۹۵۲      | میکیو ناروسه                      | شمسی فضل‌الهی / کینویو تاناکا | مولن‌روژ، ۱۳۴۱               |
| آهنگ عشق من (در ایران: آهنگ عشق)                              | ۱۹۵۳      | احمد بدرخان                       | علی تابش] / فرید الاطرش، مهین دیهیم / صباح و ؟ / ليلى الجزائریه | سانترال؟، دهه ۱۳۳۰          |
| تعطیلات رُمی (در ایران: شبی در رُم)                             | ۱۹۵۳      | ویلیام وایلر                      | منوچهر اسماعیلی / گریگوری پک و مهین کسمایی / آدری هپبورن | مولن‌روژ، ۱۳۳۹               |
| جنگ دنیاها                                                    | ۱۹۵۳      | بایرون هاسکین                     | ایرج ناظریان / ژن بری و پروین نویدی / ان رابینسون | مولن‌روژ، دهه ۱۳۴۰           |
| روسانا (در ایران: رسوا)                                       | ۱۹۵۳      | امیلیو فرناندز                    | ؟ / روسانا پودستا | ۱۹۳۷                        |
| آخرین پل                                                      | ۱۹۵۴      | هلموت کویتنر                      | مهین کسمایی / ماریا شل و عطاءالله کاملی / برنهارد ویکی | سانترال، ۱۳۳۶               |
| دزیره (دوبله اول)                                             | ۱۹۵۴      | هنری کاستر                        | چنگیز جلیلوند / مارلون براندو، ایران بزرگمهر / جین سیمونز، پروین نویدی / مرل اوبرون و اصغر افضلی / مایکل رنی | مولن‌روژ، دهه ۱۳۴۰           |
| سابرینا                                                       | ۱۹۵۴      | بیلی وایلدر                       | ناصر طهماسب / هامفری بوگارت، مهین کسمایی / آدری هپبورن و منوچهر زمانی / ویلیام هولدن | مولن‌روژ، دهه ۱۳۴۰           |
| کنتس پابرهنه                                                  | ۱۹۵۴      | جوزف ال. منکیه‌ویچ                 | ناصر طهماسب / هامفری بوگارت و فهیمه راستکار / اوا گاردنر | مولن‌روژ، ۱۳۴۲               |
| گذرگاه فیل (در ایران: حملهٔ فیل‌ها)                             | ۱۹۵۴      | ویلیام دیترله                     | مهین کسمایی / الیزابت تیلور، حسن عباسی / دینا اندروز و ناصر طهماسب / پیتر فینچ | مولن‌روژ، دهه ۱۳۴۰           |
| اُتِلو (دوبله دوم)                                              | ۱۹۵۵      | سرگی یوتکویچ                      | منوچهر اسماعیلی / سرگئی باندارچوک و ژاله کاظمی / ایرینا اسکوبتسوا | مولن‌روژ، دهه ۱۳۴۰           |
| جنگ و صلح (دوبله اول و دوم)                                   | ۱۹۵۶      | کینگ ویدور                        | مهین کسمایی / آدری هپبورن، منوچهر اسماعیلی / هنری فوندا و جلال مقامی / مل فرر | پلازا، ۱۳۳۸ و مولن‌روژ، ۱۳۴۵ |
| غول                                                           | ۱۹۵۶      | جرج استیونز                       | مهین کسمایی / الیزابت تیلور و چنگیز جلیلوند / راک هادسن و جیمز دین | مولن‌روژ، دهه ۱۳۴۰           |
| دروازه‌های پاریس (در ایران: دروازهٔ پاریس)                      | ۱۹۵۷      | رنه کلر                           | منوچهر اسماعیلی / پیر براسور، کنعان کیانی / ژرژ برسنس، سعید شرافت / آنری ویدال و مهین کسمایی / دنی کارل | پلازا، ۱۳۳۸                 |
| زن پاریسی                                                     | ۱۹۵۷      | میشل بوارون                       | مهین کسمایی / بریژیت باردو | ایران‌فیلم، ۱۳۳۷             |
| مرد هزار چهره (دوبله اول)                                     | ۱۹۵۷      | جوزف پونی                         | منوچهر اسماعیلی / جیمز کاگنی، ؟ / دوروتی مالون و ؟ / جین گریر | ایران‌فیلم، ۱۳۳۸             |
| دختر بنفشه‌فروش                                                | ۱۹۵۸      | لویس سزار آمادوری                 | ؟ / سارا مونتیل | ایران‌فیلم، ۱۳۳۹             |
| ستیزه‌جویان                                                    | ۱۹۵۸      | استنلی کریمر                      | کاووس دوستدار / تونی کرتیس و چنگیز جلیلوند / سیدنی پوآتیه | مولن‌روژ، دهه ۱۳۴۰           |
| مردی از غرب (دوبله اول)                                       | ۱۹۵۸      | آنتونی مان                        | منوچهر اسماعیلی / گری کوپر | مولن‌روژ، دهه ۱۳۴۰           |
| می‌خواهم زنده بمانم! (دوبله اول)                               | ۱۹۵۸      | رابرت وایز                        | رفعت هاشم‌پور / سوزان هیوارد | مولن‌روژ، ۱۳۴۱               |
| میزهای جدا‌گانه                                                | ۱۹۵۸      | دلبرت من                          | ؟ / ریتا هیورث، ؟ / دبورا کار، ؟ / دیوید نیون، ؟ / وندی هیلر و ؟ / برت لنکستر | مولن‌روژ، دهه ۱۳۴۰           |
| این زمین مال من است                                           | ۱۹۵۹      | هنری کینگ                         | ایرج ناظریان / راک هادسن، ایران بزرگمهر / جین سیمونز، پروین نویدی / دوروتی مک‌گوایر و محمود نوربخش / کلود رینس | مولن‌روژ، دهه ۱۳۴۰           |
| ببر اشناپور و مقبرهٔ هندی (در ایران: ببر بنگال)                | ۱۹۵۹      | فریتس لانگ                        | تاجی احمدی / دبرا پاجت | مولن‌روژ، دهه ۱۳۴۰           |
| تشریح یک قتل (در ایران: صدایی در تاریکی)                      | ۱۹۵۹      | اتو پرمینگر                       | ؟ / جیمز استوارت، نیکو خردمند / لی رمیک، ؟ / بن گازارا، ؟ / آرتور اوکانل، ؟ / ایو آردن و ؟ / کاترین کرازبی | مولن‌روژ، دهه ۱۳۴۰           |
| تقلید زندگی (دوبله اول)                                       | ۱۹۵۹      | داگلاس سیرک                       | رفعت هاشم‌پور / لانا ترنر و ؟ / جان گوین | مولن‌روژ، ۱۳۴۰               |
| جوراب قرمزها                                                  | ۱۹۵۹      | ملوین فرانک                       | منوچهر اسماعیلی / جف چندلر، محمود نوربخش / فس پارکر و تاجی احمدی / نیکول موری | مولن‌روژ، دهه ۱۳۴۰           |
| روز یاغی                                                      | ۱۹۵۹      | آندری دی‌تاث                       | ؟ / رابرت رایان، ؟ / برل آیوز و ؟ / تینا لوئیس | مولن‌روژ، دهه۱۳۴۰            |
| سابقه (در ایران: بالاتر از عشق)                               | ۱۹۵۹      | جوزف آنتونی                       | چنگیز جلیلوند / دین مارتین، منوچهر اسماعیلی / آنتونی فرنسیوسا، مهین کسمایی / شرلی مک‌لین و فهیمه راستکار / کارولین جونز | مولن‌روژ، دهه ۱۳۴۰           |
| سگ باسکرویل (در ایران: روح باسکرویل)                          | ۱۹۵۹      | ترنس فیشر                         | ؟ / پیتر کوشینگ، ؟ / آندره مورل و ؟ / کریستوفر لی | مولن‌روژ، دهه ۱۳۴۰           |
| قایقران ولگا                                                  | ۱۹۵۹      | ویکتور تورژانسکی                  | چنگیز جلیلوند / جان درک، ؟ / السا مارتینلی و ؟ / داون آدامز | ایران‌فیلم، ۱۳۳۹             |
| مردی در تور                                                   | ۱۹۵۹      | مایکل کورتیز                      | حسین معمارزاده / الن لاد | مولن‌روژ، ۱۳۴۲               |
| مرید شیطان                                                    | ۱۹۵۹      | گای همیلتون                       | چنگیز جلیلوند / برت لنکستر، عطاءالله کاملی / کرک داگلاس و ؟ / لارنس الیویه | مولن‌روژ، دهه ۱۳۴۰           |
| ناگهان تابستان گذشته (دوبله اول)                              | ۱۹۵۹      | جوزف ال. منکیه‌ویچ                 | ؟ / کاترین هپبورن، مهین کسمایی / الیزابت تیلور و منوچهر اسماعیلی / مونتگومری کلیفت | دماوند، ۱۳۳۹                |
| وحشت در موزهٔ سیاه (در ایران: وحشت در لندن)                    | ۱۹۵۹      | آرتور کرابتری                     | ؟ / مایکل گاف | مولن‌روژ، دهه ۱۳۴۰           |
| آهنگ بی‌پایان                                                  | ۱۹۶۰      | چارلز ویدور و جرج کیوکر           | منوچهر اسماعیلی / درک بوگارد، ؟ / ژنویو پژ و مهین کسمایی / کاپوسین | دماوند، ۱۳۳۹                |
| اِلمر گنتری (دوبله اول)                                        | ۱۹۶۰      | ریچارد بروکس                      | چنگیز جلیلوند / برت لنکستر و ایران بزرگمهر / جین سیمونز | مولن‌روژ، ۱۳۴۲               |
| جی. آی بلوز (در ایران: خاطرات سربازی)                         | ۱۹۶۰      | نورمن تاروگ                       | منوچهر نوذری / الویس پرسلی | مولن‌روژ، دهه ۱۳۴۰           |
| خون و گل سرخ                                                  | ۱۹۶۰      | روژه وادیم                        | ؟ / مل فرر، ؟ / السا مارتینلی و ؟ / آنته استرویبرگ | مولن‌روژ، دهه ۱۳۴۰           |
| دنیای سوزی وانگ                                               | ۱۹۶۰      | ریچارد کواین                      | منوچهر اسماعیلی / ویلیام هولدن و مهین کسمایی / نانسی کوان | مولن‌روژ، دهه ۱۳۴۰           |
| سگ‌دو (در ایران: در تلاش معاش)                                 | ۱۹۶۰      | رابرت مالیگن                      | کاووس دوستدار / تونی کرتیس و تاجی احمدی / دبی رینولدز | مولن‌روژ، دهه ۱۳۴۰           |
| کشوری که گنگ در آن جریان دارد (در ایران: عبور از رودخانهٔ گنگ) | ۱۹۶۰      | رادو کارماکار                     | ؟ / راج کاپور | مولن‌روژ، دهه ۱۳۴۰           |
| بهترین دشمنان (در ایران: دو دشمن)                             | ۱۹۶۱      | گای همیلتون                       | کاووس دوستدار / دیوید نیون و ؟ / آلبرتو سوردی | مولن‌روژ، دهه ۱۳۴۰           |
| تابستان و دود                                                 | ۱۹۶۱      | پیتر گلنویل                       | ؟ / لارنس هاروی و ؟ / جرالدین پیج | مولن‌روژ، ۱۳۴۱               |
| دختری با چمدان                                                | ۱۹۶۱      | والریو زورلینی                    | نیکو خردمند / کلودیا کاردیناله | مولن‌روژ، دهه ۱۳۴۰           |
| دو نفر با هم تاختند (در ایران: دو سوار)، (دوبله اول)          | ۱۹۶۱      | جان فورد                          | منوچهر نوذری / جیمز استوارت، چنگیز جلیلوند / ریچارد ویدمارک و تاجی احمدی / شرلی جونز | مولن‌روژ، ۱۳۴۱               |
| راه بدکاران                                                   | ۱۹۶۱      | مائورو بولونینی                   | ؟ / ژان-پل بلموندو و نیکو خردمند / کلودیا کاردیناله | مولن‌روژ، دهه ۱۳۴۰           |
| ساعت بچه‌ها (در ایران: شایعه)                                  | ۱۹۶۱      | ویلیام وایلر                      | مهین کسمایی / آدری هپبورن، تاجی احمدی / شرلی مک‌لین و ناصر طهماسب / جیمز گارنر | مولن‌روژ، ۱۳۴۲               |
| صبحانه در تیفانی                                              | ۱۹۶۱      | بلیک ادواردز                      | مهین کسمایی / آدری هپبورن | مولن‌روژ، ۱۳۴۱               |
| محاکمه در نورنبرگ (در ایران: دادگاه نورنبرگ)                  | ۱۹۶۱      | استنلی کریمر                      | منوچهر اسماعیلی / اسپنسر تریسی و ریچارد ویدمارک، چنگیز جلیلوند / برت لنکستر و ماکسیمیلیان شل، پروین نویدی / مارلنه دیتریش، تاجی احمدی / جودی گارلند و کاووس دوستدار / مونتگومری کلیفت | مولن‌روژ، ۱۳۴۲               |
| وحشی‌های جوان (دوبله اول)                                      | ۱۹۶۱      | جان فرانکن‌هایمر                   | چنگیز جلیلوند / برت لنکستر | مولن‌روژ، دهه ۱۳۴۰           |
| پرنده‌باز آلکاتراز (دوبله اول)                                 | ۱۹۶۲      | جان فرانکن‌هایمر                   | چنگیز جلیلوند / برت لنکستر | مولن‌روژ، دهه ۱۳۴۰           |
| جایی که حقیقت دروغ می‌گوید                                     | ۱۹۶۲      | آنری دوکوا                        | | مولن‌روژ، دهه ۱۳۴۰           |
| چگونه غرب تسخیر شد                                            | ۱۹۶۲      | هنری هاتاویجان فوردجرج مارشال     | ژاله کاظمی / کارول بیکر، ایرج دوستدار / لی جی. کاب، احمد رسول‌زاده / هنری فوندا، پروین‌ نویدی / کارولین جونز، محمود نوربخش / کارل مالدن، منوچهر اسماعیلی / گریگوری پک و جرج پپارد، ناصر طهماسب / رابرت پرستون، تاجی احمدی / دبی رینولدز، ناصر طهماسب / جیمز استوارت، عزت‌الله مقبلی / ایلای والاک، ایرج دوستدار / جان وین، ایرج ناظریان / ریچارد ویدمارک، راوی: فریدون دائمی / اسپنسر تریسی | پلازا، دهه ۱۳۴۰             |
| دختری به نام تامیکو                                           | ۱۹۶۲      | جان استرجس                        | ناصر طهماسب / لارنس هاروی، مهین کسمایی فرانس نوین و رفعت هاشم‌پور / مارتا هایر | مولن‌روژ، ۱۳۴۲               |
| کشتن مرغ مقلد                                                 | ۱۹۶۲      | رابرت مالیگن                      | چنگیز جلیلوند / گریگوری پک | دماوند، دهه ۱۳۴۰            |
| گیشای من                                                      | ۱۹۶۲      | جک کاردیف                         | مهین کسمایی / شرلی مک‌لین، ؟ / ایو مونتان، ؟ / ادوارد جی. رابینسون، و ؟ / رابرت کامینگز | مولن‌روژ، دهه ۱۳۴۰           |
| معجزه‌گر                                                       | ۱۹۶۲      | آرتور پن                          | رفعت هاشم‌پور / آن بنکرافت و — / پتی دوک | مولن‌روژ، دهه ۱۳۴۰           |
| آدم‌های خیلی مهم (در ایران: هتل بین‌المللی)                     | ۱۹۶۳      | آنتونی اسکویت                     | ژاله کاظمی / الیزابت تیلور و چنگیز جلیلوند / ریچارد برتون | مولن‌روژ، دهه ۱۳۴۰           |
| جایزه                                                         | ۱۹۶۳      | مارک رابسون                       | چنگیز جلیلوند / پل نیومن، نیکو خردمند / الکه زومر و محمود نوربخش / ادوارد جی. رابینسون | دماوند، ۱۳۴۲                |
| ساعت‌های دزديده شده (در ایران: سال‌های از دست رفته)             | ۱۹۶۳      | دنیل پتری                         | رفعت هاشم‌پور / سوزان هیوارد | مولن‌روژ، دهه ۱۳۴۰           |
| مرد فراری                                                     | ۱۹۶۳      | کارول رید                         | ؟ / لارنس هاروی، ؟ / لی رمیک و ؟ / آلن بیتس | مولن‌روژ، دهه ۱۳۴۰           |
| ۵۵ روز در پکن                                                 | ۱۹۶۳      | نیکلاس ری                         | چنگیز جلیلوند / چارلتون هستون، رفعت هاشم‌پور / اوا گاردنر و ابوالحسن تهامی / دیوید نیون | دماوند، دهه ۱۳۴۰            |
| بانوی زیبای من                                                | ۱۹۶۴      | جرج کیوکر                         | مهین کسمایی / آدری هپبورن و ابوالحسن تهامی / رکس هریسون | دماوند، ۱۳۴۶                |
| تازه‌به‌دوران‌رسیده‌ها (در ایران: هوسبازان)                       | ۱۹۶۴      | ادوارد دمیتریک                    | تاجی احمدی / کارول بیکر، ایرج ناظریان / جرج پپارد، محمود نوربخش / الن لاد، جلال مقامی / رابرت کامینگز، ژاله علو / مارتا هایر، رفعت هاشم‌پور / الیزابت اشلی، ایرج رضایی / لو آیرس، بهروز وثوقی / مارتین بالسام، سعید مظفری / رالف تاگر، ؟ / آرچی مور |                             |
| هفت روز در ماه مِه (دوبله اول)                                 | ۱۹۶۴      | جان فرانکن‌هایمر                   | چنگیز جلیلوند / برت لنکستر، عطاءالله کاملی / کرک داگلاس، محمود نوربخش / فردریک مارچ و ؟ / اوا گاردنر | مولن‌روژ، دهه ۱۳۴۰           |
| هملت                                                          | ۱۹۶۴      | گریگوری کوزینتسف                  | کاووس دوستدار / اینوکنتی اسمکتونفسکی | مولن‌روژ، ۱۳۴۳               |
| اشک‌ها و لبخندها (عنوان اصلی: آوای موسیقی)                     | ۱۹۶۵      | رابرت وایز                        | ژاله کاظمی / جولی اندروز و ابوالحسن تهامی / کریستوفر پلامر | دماوند، ۱۳۴۴                |
| بزرگ‌ترین داستان عالم                                          | ۱۹۶۵      | جرج استیونز                       | منوچهر اسماعیلی / ماکس فون سیدو | مولن‌روژ، دهه ۱۳۴۰           |
| جاسوسی که از سردسیر آمد                                       | ۱۹۶۵      | مارتین ریت                        | منصور متین / ریچارد برتون، ژاله کاظمی / کلیر بلوم و سعید مظفری / اسکار ورنر | مولن‌روژ، دهه ۱۳۴۰           |
| دکتر ژیواگو                                                   | ۱۹۶۵      | دیوید لین                         | جلال مقامی / عمر شریف، تاجی احمدی / جرالدین چاپلین، ژاله کاظمی / جولی کریستی، خسرو خسروشاهی / تام کورتنی، ابوالحسن تهامی / الک گینس، رفعت هاشم‌پور / شیوون مک‌کنا، احمد رسول‌زاده / رالف ریچاردسون، منوچهر اسماعیلی / راد استایگر و شهلا ناظریان / ریتا تاشینگهم | دماوند، دهه ۱۳۴۰            |
| عملیات کراسبو                                                 | ۱۹۶۵      | مایکل اندرسون                     | ژاله کاظمی / سوفیا لورن، منوچهر اسماعیلی / جرج پپارد، محمود نوربخش / تروور هاوارد، عباس تجلی / جان میلز، ایرج ناظریان / ریچارد جانسون و کاووس دوستدار / تام کورتنی | مولن‌روژ، دهه ۱۳۴۰           |
| این ملک محکوم است (در ایران: این ملک متروک شده)               | ۱۹۶۶      | سیدنی پولاک                       | تاجی احمدی / ناتالی وود و سعید مظفری / رابرت ردفورد | مولن‌روژ، دهه ۱۳۴۰           |
| چگونه یک‌میلیون بدزدیم (در ایران: دزد یک‌میلیونی)               | ۱۹۶۶      | ویلیام وایلر                      | مهین کسمایی / آدری هپبورن و چنگیز جلیلوند / پیتر اوتول |                             |
| جنگ و صلح (نسخه روسی)                                         | ۱۹۶۶-۱۹۶۷ | سرگئی باندارچوک                   | ؟ / سرگئی باندارچوک، ؟ / لودمیلا ساویلیوا و ؟ / ویاچسلاو تیخونوف | دماوند، دهه ۱۳۴۰            |
| به آقا، با عشق (در ایران: تقدیم با عشق)                       | ۱۹۶۷      | جیمز کلیول                        | منوچهر اسماعیلی / سیدنی پوآتیه | دماوند، دهه ۱۳۴۰            |
| حدس بزن چه کسی برای شام می‌آید                                 | ۱۹۶۷      | استنلی کریمر                      | احمد رسول‌زاده / اسپنسر تریسی، منوچهر اسماعیلی / سیدنی پوآتیه، پروین نویدی / کاترین هپبورن و ثریا قاسمی / کاترین هوتن | دماوند، دهه ۱۳۴۰            |
| دور از اجتماع خشمگین (دوبله اول)                              | ۱۹۶۷      | جان شلزینجر                       | ژاله کاظمی / جولی کریستی، منصور غزنوی / ترنس استامپ، فتح‌الله منوچهری / پیتر فینچ و جلال مقامی / آلن بیتس | دماوند، ۱۳۴۶                |
| کلکسیونر                                                      | ۱۹۶۷      | ویلیام وایلر                      | خسرو خسروشاهی / ترنس استامپ و مهین کسمایی / سامانتا اگار | دماوند، دهه ۱۳۴۰            |
| الیور! (در ایران: یتیم)                                       | ۱۹۶۸      | کارول رید                         | منوچهر اسماعیلی / ران مودی، ؟ / الیور رید، ؟ / هری اسکوم، ؟ / شانی والیس به همراه ناهید امیریان / مارک لستر | شهاب، دهه ۱۳۴۰              |
| کلئوپاترا                                                     | ۱۹۳۴      | سیسیل بی. دمیل                    | ژاله کاظمی / کلودت کولبرت، ؟ / وارن ویلیام و ؟ / هنری ویلکاکسن | دهه ۱۳۵۰                    |
| کلمنتاین عزیزم                                                | ۱۹۴۶      | جان فورد                          | ناصر طهماسب / هنری فوندا، سیمین سرکوب / لیندا دارنل و منوچهر نوذری / ویکتور ماتیور | دهه ۱۳۵۰                    |
| خدا می‌داند، آقای الیسون (دوبله دوم)                           | ۱۹۵۷      | جان هیوستون                       | مهین کسمایی / دبورا کار و ایرج ناظریان / رابرت میچام | ۱۳۵۵                        |
| تنگهٔ وحشت (در ایران: دماغهٔ وحشت)                              | ۱۹۶۲      | جی. لی تامپسون                    | ایرج ناظریان / گریگوری پک، چنگیز جلیلوند / رابرت میچام و رفعت هاشم‌پور / پالی برگن | دهه ۱۳۵۰                    |
| یوزپلنگ (دوبله دوم)                                           | ۱۹۶۳      | لوکینو ویسکونتی                   | چنگیز جلیلوند / برت لنکستر، نیکو خردمند / کلودیا کاردیناله و خسرو خسروشاهی / آلن دلون | دهه ۱۳۵۰                    |
| سگ‌های پوشالی                                                  | ۱۹۷۱      | سام پکین‌پا                        | خسرو خسروشاهی / داستین هافمن | راما، دهه ۱۳۵۰              |
| شاه لیر                                                       | ۱۹۷۱      | گریگوری کوزینتسف                  | منوچهر اسماعیلی / یوری یاروت | دهه ۱۳۵۰                    |
| مکبث                                                          | ۱۹۷۱      | رومن پولانسکی                     | منوچهر اسماعیلی / جان فینچ، مهین کسمایی / فرانچسکا آنیس و علی‌اصغر مستان / مارتین شا | دهه ۱۳۵۰                    |
| حکومت نظامی                                                   | ۱۹۷۲      | کوستا گاوراس                      | منوچهر اسماعیلی / ایو مونتان |                             |
| بخش ویژه (در ایران: دادگاه ویژه)                              | ۱۹۷۵      | کوستا گاوراس                      | |                             |
| دارا و ندار (مینی‌سریال)                                       | ۱۹۷۶      | بیل بیکسبی دیوید گرین بوریس ساگال | ؟ / پیتر اشتراوس، ؟ / نیک نولتی و ؟ / سوزان بلکلی | تلویزیون ملی، دهه ۱۳۵۰      |
| عروج                                                          | ۱۹۷۷      | لاریسا شپیتکو                     | ناصر طهماسب / بوریس پلوتنیکوف | ۱۳۵۹                        |
| شین (دوبله سوم) واپسین فیلم مدیر دوبلاژ                       | ۱۹۵۳      | جرج استیونز                       | منوچهر والی‌زاده / الن لاد، زهره شکوفنده / جین آرتور، منوچهر اسماعیلی / وان هفلین، ناهید امیریان / براندون دی وایلد و چنگیز جلیلوند / جک پالانس | قرن ۲۱، ۱۳۸۷                |

به‌عنوان مدیر دوبلاژ فیلم‌های سینمایی (ایرانی)

#### فیلم‌های ایرانی
- مستی عشق، ۱۳۳۰
- الماس ۳۳، ۱۳۴۶
- بیگانه بیا، ۱۳۴۷
- گرگ بیزار، ۱۳۵۲
- تنگسیر، ۱۳۵۲
- سازش، ۱۳۵۳
- شازده احتجاب، ۱۳۵۳
- گوزنها، ۱۳۵۳
- شطرنج باد، ۱۳۵۵
- ملکوت، ۱۳۵۵
- در امتداد شب، ۱۳۵۶
- سفر سنگ، ۱۳۵۶
- هجرت، ۱۳۵۷
- اتاق یک، ۱۳۶۵
- آخرین پرواز، ۱۳۶۸
- باغ سید، ۱۳۶۸
- حکایت آن مرد خوشبخت، ۱۳۶۹
- سال‌های جوانی، ۱۳۷۰
- هور در آتش، ۱۳۷۰
- کمیته مجازات، ۱۳۷۷
- طهران روزگار نو، ۱۳۷۸

### مجموعه تلویزیونی
- سربداران، ۱۳۶۲
- کوچک جنگلی، ۱۳۶۶
- هزاردستان، ۱۳۶۷

- چند فیلم کوتاه ۱۶ میلی‌متری

## سایر فعالیت‌ها
| ردیف | نام فیلم                            | سال ساخت         | کارگردان | فیلم‌نامه‌نویس | بازیگر |
| ---- | ----------------------------------- | ---------------- | -------- | ------------ | ------ |
| ۱    | این خانه دور است (مجموعهٔ تلویزیونی) | ۱۳۷۰ (پخش: ۱۳۷۴) | نه       | نه           | آری    |
| ۲    | شکاف(تله‌فیلم)                       | ۱۳۷۰             | نه       | نه           | آری    |
| ۳    | مستأجر                              | ۱۳۷۱             | نه       | نه           | آری    |
| ۴    | حکایت آن مرد خوشبخت                 | ۱۳۶۹             | نه       | نه           | آری    |
| ۵    | یعقوب لیث صفاری                     | ۱۳۳۶             | آری      | آری          | نه     |
| ۶    | اتهام                               | ۱۳۳۵             | نه       | آری          | نه     |
| ۷    | دسیسه                               | ۱۳۳۳             | آری      | آری          | نه     |
| ۸    | بی‌پناه                              | ۱۳۳۲             | نه       | آری          | نه     |
| ۹    | غفلت                                | ۱۳۳۲             | آری      | آری          | نه     |
| ۱۰   | دزد عشق                             | ۱۳۳۱             | نه       | آری          | نه     |
| ۱۱   | مادر                                | ۱۳۳۱             | نه       | آری          | نه     |
| ۱۲   | شرمسار                              | ۱۳۲۹             | نه       | آری          | نه     |